# Obenstrohe

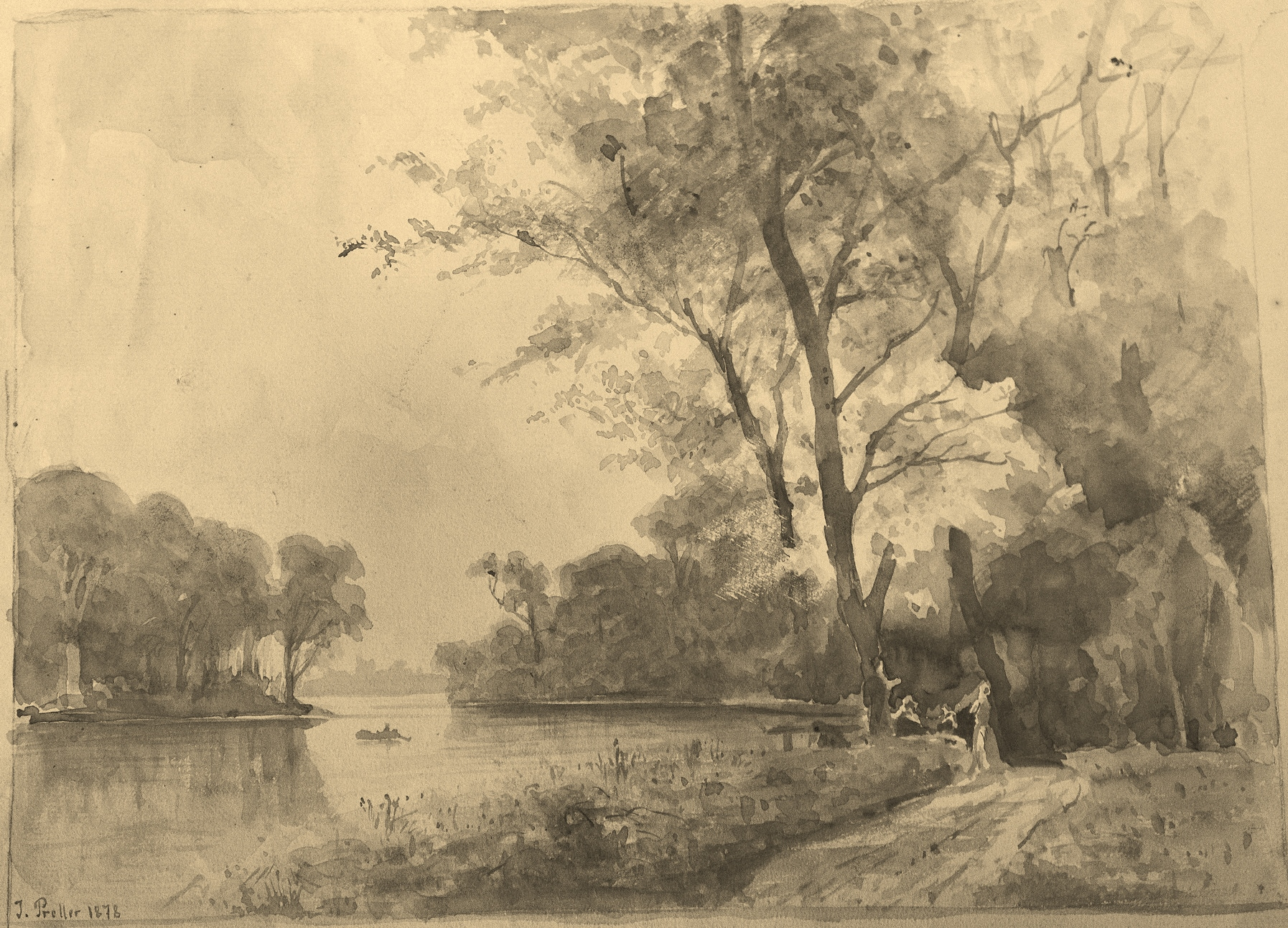
Julius Preller: Der Mühlenteich bei Obenstrohe, aquarellierte Zeichnung (1878)

Obenstrohe ist ein Stadtteil von Varel im Landkreis Friesland in Niedersachsen. Mit 4117 Einwohnern ist er der größte Stadtteil Varels.

## Lage
Obenstrohe liegt rund drei Kilometer südwestlich von Varel an der L 819 von Varel nach Altjührden. Im Norden liegt der Vareler Stadtteil Borgstede, im Südwesten der Vareler Stadtteil Altjührden. Im Osten des Stadtteils verläuft die Autobahn A 29. Die Anschlussstelle 9 der Autobahn Varel/Obenstrohe ist nach dem Stadtteil benannt.
Obenstrohe ist umgeben von Wäldern und Seen. Der Mühlenteich am nordwestlichen Ortsrand dient mit seiner ihn weiträumig umgebenden Waldfläche sowohl der einheimischen Bevölkerung als auch vielen Touristen als Erholungsort. Der kleine See im Wald bei Obenstrohe war im 19. und beginnenden 20. Jahrhundert ein beliebtes Motiv des regional bedeutenden Landschaftsmalers Julius Preller und seiner Schülerin Olga Potthast von Minden.

## Sport

### Fußball

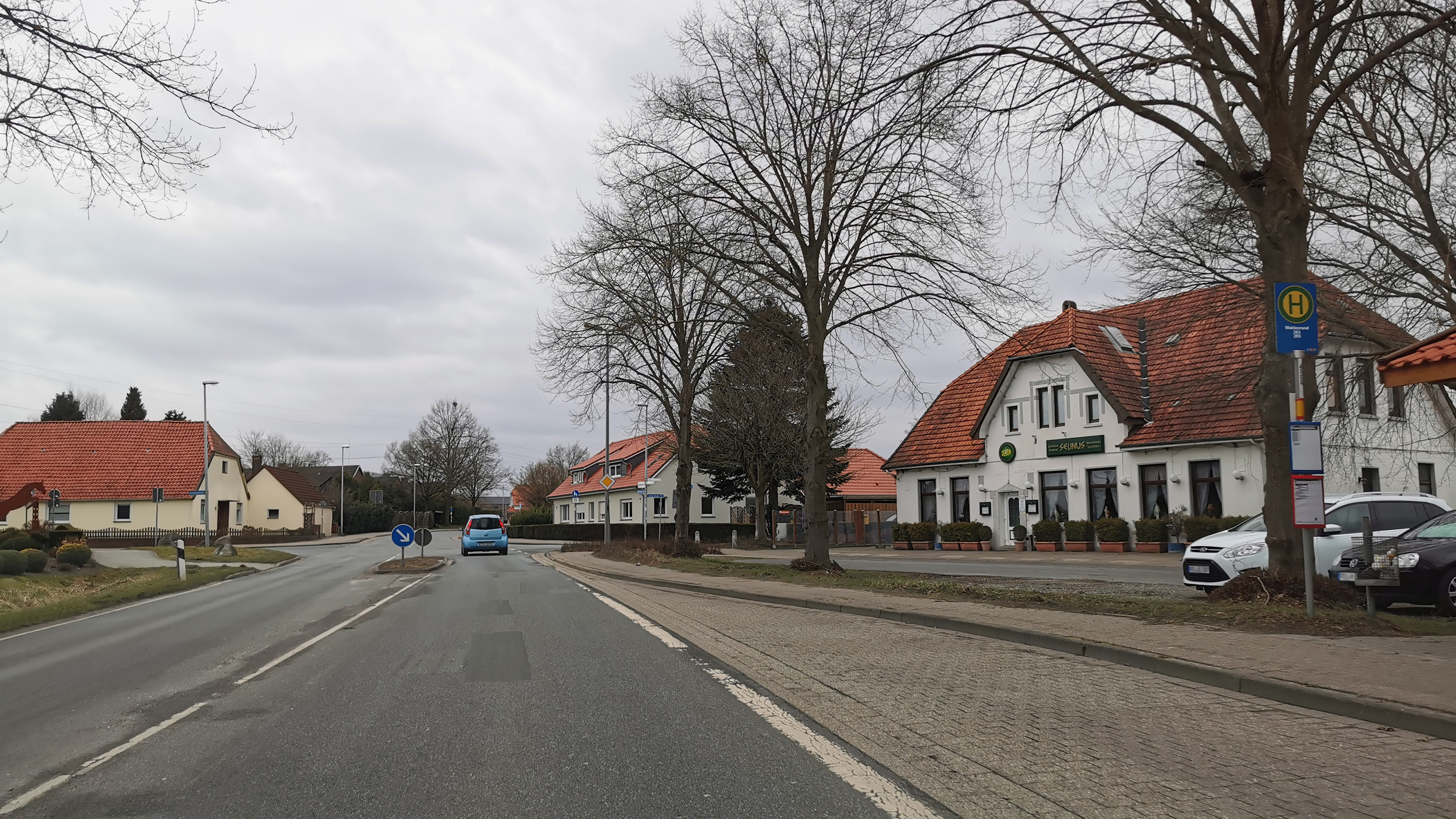
Ortseingang auf der Wiefelsteder Straße aus Richtung Varel kommend. Rechts: Bushaltestelle „Waldesrand“

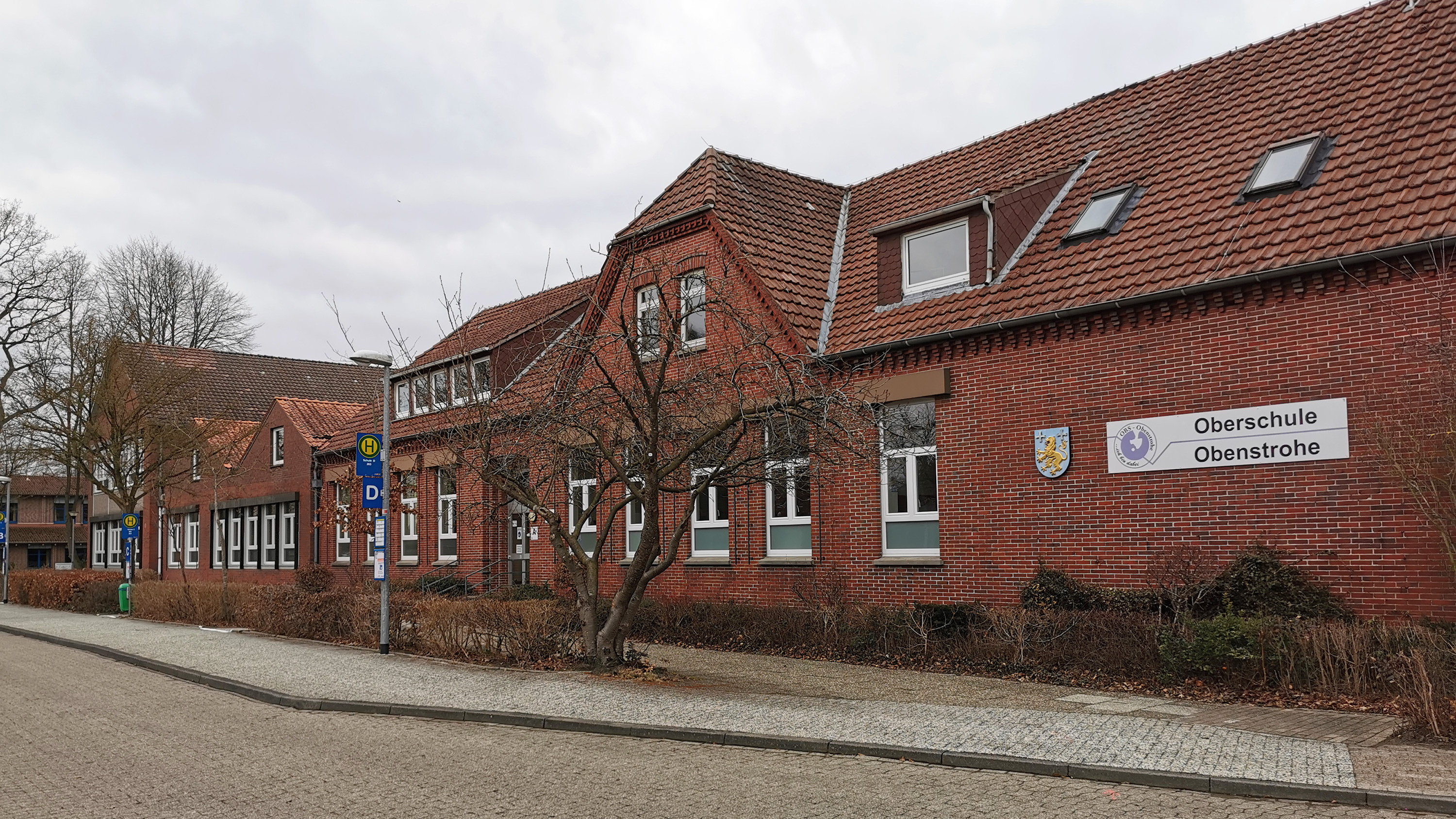
Gebäude der Oberschule am Riesweg

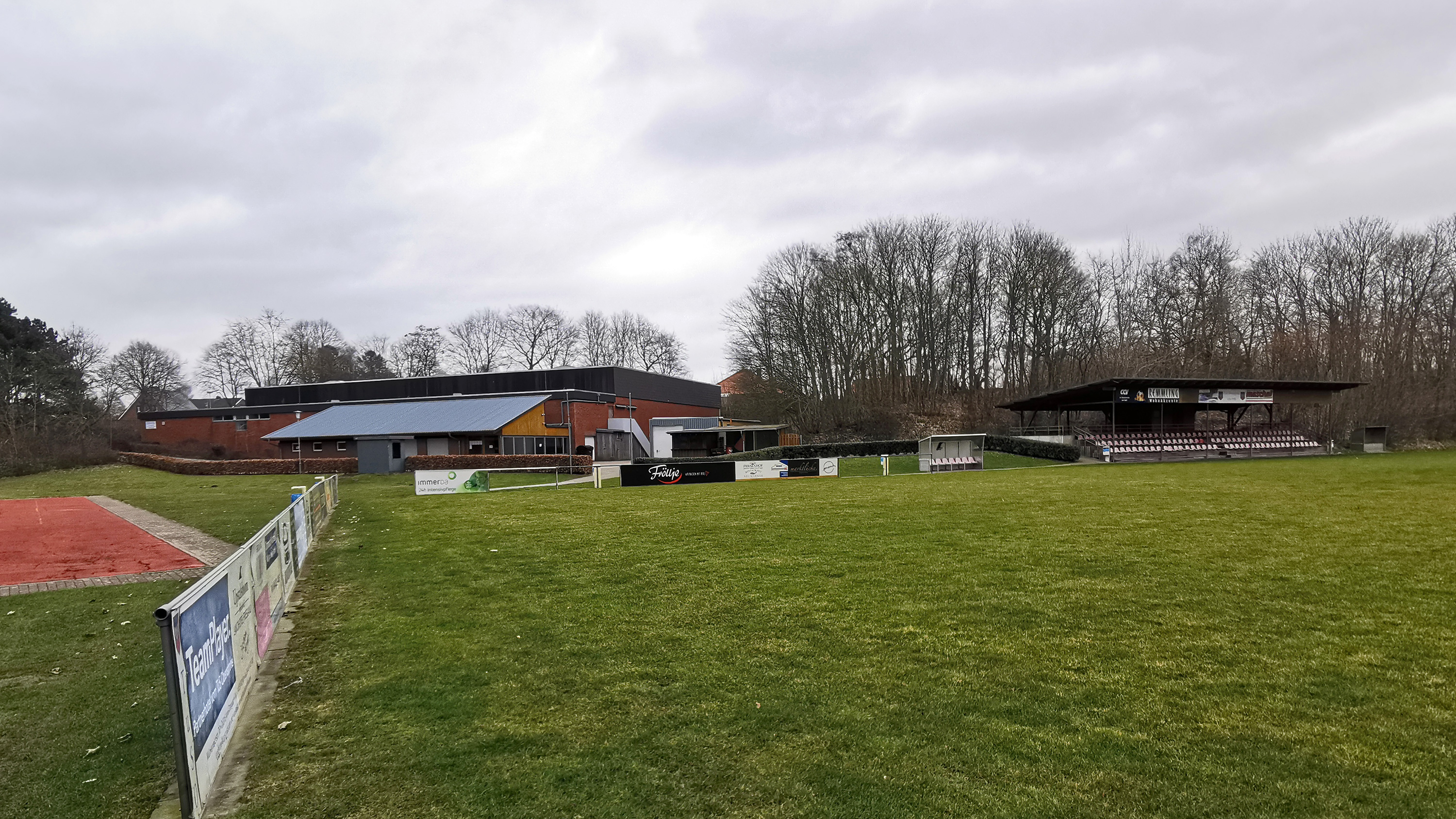
Sportzentrum Plaggenkrugstraße, Heimat des TuS Obenstrohe. Im Hintergrund Sporthalle und Haupttribüne des Rasenplatzes. Dieser ist im Vordergrund zu sehen, bei Aufnahme allerdings nicht gekreidet.

Der TuS Obenstrohe von 1906 e. V. ist ein auf den Breitensport ausgelegter Verein. Die 1. Mannschaft spielte zuletzt im oberen Drittel der Bezirksliga 2 - Weser-Ems. Das heimische Stadion besitzt eine kleine Tribüne für Zuschauer, die von zwei der Integrationsfiguren des Vereins über ein selbst finanziertes Konzept installiert werden konnte. Der ältesten Verein ist der Vareler Turnerbund von 1861. Mit dem TuS Büppel, dem TuS Varel 09 und dem TuS Dangastermoor gibt es drei weitere Vereine im Stadtgebiet, die alle auch Fußball im Vereinsprogramm anbieten. Die Jugend in den Einstiegsjahrgängen der G-, F- und E-Junioren ist in den einzelnen Vereinen organisiert, die D- bis A-Junioren haben sich 2012 zum JFV Varel zusammengeschlossen.

## Geschichte
In den letzten Jahren gab es steten Zuwachs, denn Obenstrohe dient der arbeitenden Bevölkerung der umliegenden Gemeinden zwischen Wilhelmshaven und Oldenburg aufgrund seiner zentralen und ruhigen Lage als Wohnort und Zuhause.
Zu Beginn des 20. Jahrhunderts war Obenstrohe ein fast ausschließlich von Landwirten und deren Familien bewohnter Stadtteil Varels. Mit der zunehmenden Wichtigkeit der zentralen Lage Varels kamen mehr und mehr Zusiedler hinzu, und so entstand allmählich das mittlerweile recht eng bewohnte moderne Obenstrohe.
Der Ort war bis zum 30. Juni 1972 Teil der Gemeinde Varel-Land.

## Persönlichkeiten
Georg Ruseler (* 1866 in Obenstrohe; † 1920 in Oldenburg), Schriftsteller und Pädagoge.